# Scelta Civica
Scelta Civica (Nederlands: Keuze van de Burger) is een Italiaanse politieke partij die in 2013 werd opgericht door Mario Monti. De partij behoort tot het politieke midden en is naast pro-Europees ook hervormingsgezind en liberaal van karakter. Sinds 2014 maakt de partij deel uit van het kabinet-Renzi.

## Geschiedenis
Monti was van 2011 tot 2013 minister-president van Italië en gaf leiding aan een kabinet van partijloze, hervormingsgezinde technocraten. Op 4 januari 2013 presenteerde hij Scelta Civica (SC) als een lijstverbinding van verschillende politieke groeperingen, denktanks en individuen die zich grotendeels konden vinden in het beleid dat Monti de afgelopen twee jaar had gevoerd. De volgende partijen, groeperingen, denk tanks en individuele personen vormden de kern van SC:
- Verso la Terza Repubblica (VTR) - "Op naar de Derde Republiek": een groepering die was samengesteld uit de volgende groepen:
  - Italia Futura - "Italië's Toekomst": een liberale en centristische op de markteconomie gerichte denk tank opgericht door de zakenman Luca Cordero di Montezemolo;
  - Verschillende progressieve rooms-katholieke denkers, zoals minister Andrea Riccardi van de lekengemeenschap Gemeenschap Sant'Egidio en Andrea Olivero van de Italiaanse Associatie van Katholieke Werkers (ACLI);
  - Unione per il Trentino (UpT) - "Unie voor Trentino": een christendemocratische en regionalistische partij die actief is in de provincie Trente, geleid door Lorenzo Dellai;
  - Verso Nord (VN) - "Voorwaarts, Het Noorden": een liberale en federalistische partij die actief is in Venetië en omgeving en indertijd geleid werd door Alessio Vianello
- Ministers die zitting hadden in het kabinet-Monti en dus niet behoorden tot een politieke partij, zoals Renato Balduzzi en Enzo Moavero Milanesi
- Dissidenten binnen Il Popolo della Libertà (PdL) - "Het Volk van de Vrijheid": een centrumrechtse partij die geleid werd door Silvio Berlusconi, maar waar steeds meer verzet ontstond over de partijkoers
- Dissidenten binnen de Partito Democratico (PD) - "Democratische Partij": een centrumlinkse politieke partij, waarbinnen veel verzet was tegen de - in de ogen van een aantal partijleden - sociaaldemocratische koers
- Individuen die aangesloten waren bij andere partijen, zoals liberalen, sociaaldemocraten en christendemocraten
- Zakenlieden, werkgevers, publieke figuren en economen

Bij de oprichting maakte Monti bekend dat SC aan de verkiezingen zou deelnemen in een politieke alliantie met de christendemocratische Unione di Centro (Unie van het Centrum) en de liberaal-conservatieve/ nationalistische Futuro e Libertà (Toekomst en Vrijheid). De alliantie kreeg als naam Con Monti per l'Italia ("Met Monti voor Italië"), afgekort CMI.

### Parlementsverkiezingen van 2013
Bij de parlementsverkiezingen van februari 2013 verkreeg SC maar 8,3% van de stemmen, goed voor 37 afgevaardigden en 15 senatoren (in kartel met CMI). Hoewel de uitslag teleurstellend was, werd SC wel opgenomen in de grote coalitie onder Enrico Letta. De partij leverde drie ministers.

### Conflicten en afsplitsingen
In mei 2013 werd Monti unaniem gekozen tot voorzitter van Scelta Civica. Nog in dezelfde maand stelde Monti een team medewerkers aan om samen met hem leiding te geven aan de partij. Hoewel een partijvergadering de partijleiding goedkeurde, rezen er al snel de eerste problemen: het bleek dat de partijleiding vrijwel geheel uit oud-leden van de centrumlinkse Partito Democratico (PD) bestond, hetgeen wat wrevel opwekte bij partijleden die uit centrum en centrumrechtse partijen afkomstig waren. Van de liberale en centristische Italia Futura van de steenrijke zakenman Luca di Montezemolo was geen enkele vertegenwoordiger in het partijbestuur benoemd.
In juli kreeg Monti het aan de stok met Andrea Olivero, de leider van de christendemocratische vleugel van de partij die hij ervan beschuldigde dat hij te nauwe banden onderhield met de UdC, waar SC een parlementaire groep vormde in de Senaat. Ook bleken er spanningen te bestaan tussen de katholieken en de liberalen van Futura Italia.

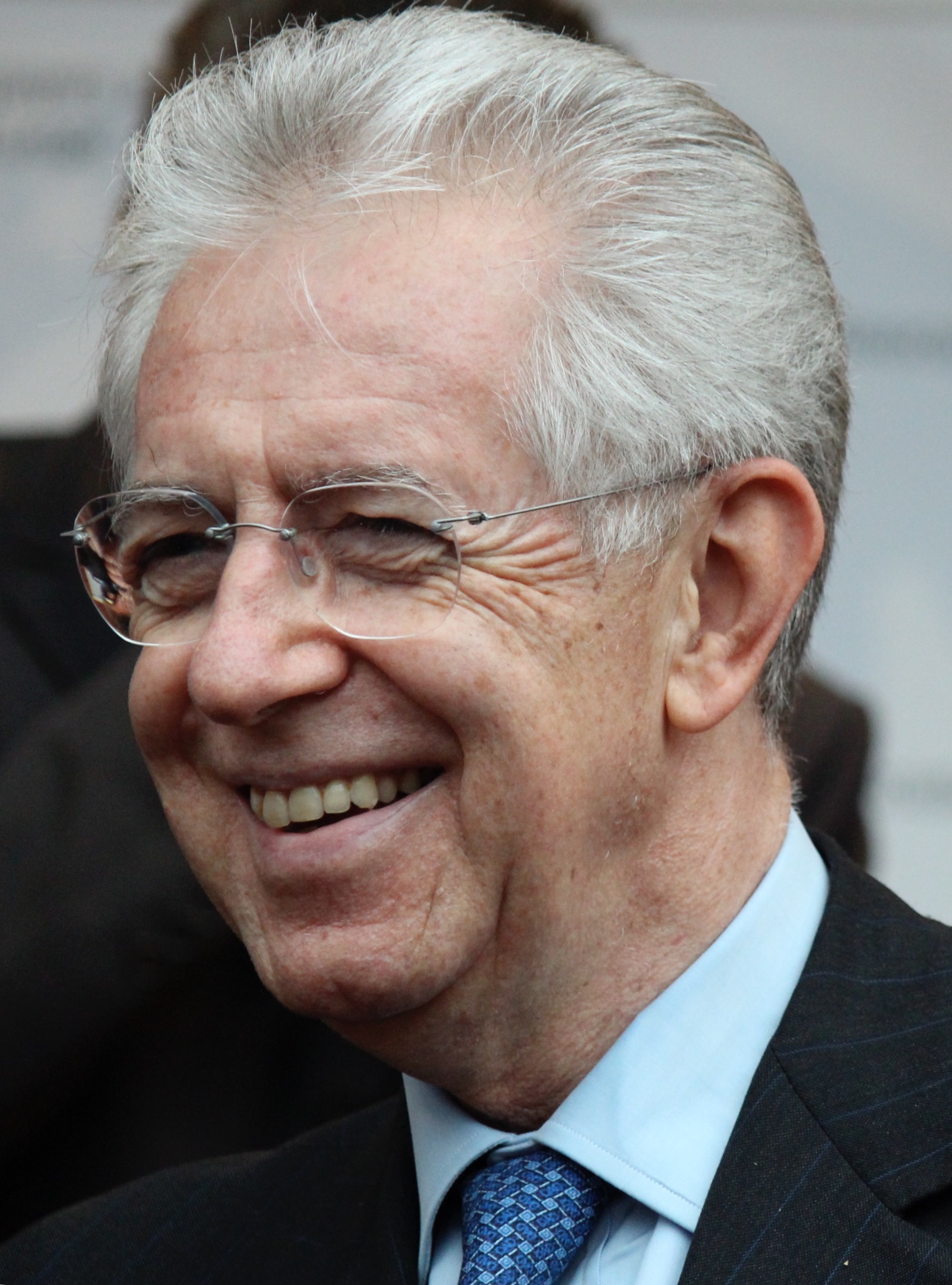
Mario Monti

Een nieuw conflict diende zich aan toen Monti en de christendemocraten binnen SC te kennen gaven dat zij wilden dat SC zich zou aansluiten bij de Europese Volkspartij (Europese christendemocraten); de liberalen, geleid door Benedetto Della Vedova en Linda Lanzillotta, die qua denkbeelden dicht bij Futura Italia stonden, wilden juist dat SC zich zou aansluiten bij de Alliantie van Liberalen en Democraten voor Europa (Europese liberalen). Uiteindelijk begin Monti gesprekken met de EVP om te voorkomen dat de katholieke en christendemocratische vleugel zich zou afscheiden.
Monti, die al tot tweemaal toe zijn ontslag indiende en ook steeds weer introk, trad op 17 oktober 2013 toch nog onverwachts af als partijvoorzitter. Zijn plaatsvervanger, Alberto Bombassei, werd benoemd tot voorlopig partijvoorzitter. De reden dat Monti aftrad waren zijn verschillen van mening met een aantal christendemocraten binnen de partij die aankoersten op nauwe samenwerking met de centrumrechtse Il Popolo. (De linkse christendemocraten waren weer fel tegenstander van samenwerking met centrumrechts.) De liberaal Della Vedova vond dat SC zich moest omvormen tot een moderne, pro-Europese en bovenal liberale koers moest gaan varen en dat SC nooit deel zou uitmaken van een centrumrechtse coalitie onder Berlusconi.
Eind oktober 2013 verlieten de christendemocraten SC en onder leiding van minister van Defensie Mario Mauro en Olivero de nieuwe partij Popolari per l'Italia (Popolari voor Italië) op. Linkse christendemocraten verlieten in november de partij en richtten Per l'Italia (Voor Italië) op. In de tussentijd was Bombassei gekozen tot voorzitter van de partij met Stefania Giannini als secretaris.

### Kabinet-Renzi
Hoewel verzwakt, bleef SC lid van de regering. De partij speelde zelfs een rol in de vervanging van premier Letta door de jonge Matteo Renzi in februari 2014. De opvattingen van Renzi, die binnen zijn centrumlinkse Partito Democratico tot de meer behoudende en liberale vleugel behoort, overlappen de opvattingen van SC (die rechts van de PD staat). Giannini, een professor, werd namens SC minister van Onderwijs in het kabinet-Renzi.
Bij de Europese parlementsverkiezingen van 4 maart 2014 vormde SC een lijstverbinding met de drie kleinere politieke partijen: het christendemocratische Centro Democratico (Democratisch Centrum), en de klassiek liberale Fare per Fermare il Declino (Stop het Verval) en Partito Liberale Italiano (Italiaanse Liberale Partij) onder de naam Scelta Europea (Europese Keuze, SE). Er werd geen zetel behaald in het Europees Parlement. Later dat jaar trad SC toe tot de Alliantie van Liberalen en Democraten voor Europa, wat weer tot strubbelingen leidde bij de overgebleven christendemocraten. De linkse Andrea Causin, afkomstig uit de katholieke arbeidersbeweging, nam ontslag uit het partijbestuur en verliet de partij.

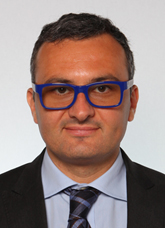
Enrico Zanetti, secretaris en partijleider sinds januari 2015

Bombassei trad in april 2014 af uit onvrede over de partijkoers. In januari 2015 werd zijn opvolger, Enrico Zanetti, gekozen. Onder Zanetti begon de uittocht van leden die in het verleden hadden behoort tot de centrumlinkse Partito Democratico (PD). Omdat SC een soort bijwagen van de PD was geworden, besloten zij de stap te zetten om zich dan maar weer bij de PD aan te sluiten. Giannini, de partijsecretaris en tevens minister was een van de leden van SC die zich bij de PD aansloot.
In januari 2016, bij een herschikking van het kabinet, werd Zanetti benoemd tot onderminister van Economische Zaken. In juli sloot Zanetti zich aan bij de liberale en centrumgerichte Alleanza Liberalpopolare (Volksliberale Alliantie, ALA). Zanetti beschouwt zich niettemin nog altijd als leider van SC en streeft naar een kartel van SC en ALA.

## Ideologie
SC staat een liberale markteconomie voor en is voorstander van een inkrimping van het Italiaanse staatsapparaat. Daarnaast streeft de partij naar het terugdringen van het begrotingstekort, zoals wordt voorgeschreven door de Europese Unie. De partij is zeer pro-Europese. De aanvankelijke invloed van christendemocraten binnen de partij nam merkbaar af na de afscheiding van veel christendemocraten in de loop van 2014. De partij kan worden gekenschetst als een liberale partij van het politieke midden. De partij sloot een coalitie met centrumrechts uit zolang Berlusconi nog een rol van betekenis speelde.
SC staat links van Forza Italia, maar rechts van de Partito Democratico. In menig opzicht staat SC ook links van de centrumpartijen Nuovo Centrodestra en Unione di Centro.

## Bewindslieden
- Mario Mauro (*1961) - minister van Defensie 2013-2014
- Enzo Moavero Milanesi (*1954) - minister van Europese Zaken 2011-2014
- Carlo Calenda (*1973) - onderminister van Economische Ontwikkeling 2013-2015
- Enrico Zanetti (*1973) - staatssecretaris van Economische Zaken en Financiën 2014-2016; onderminister van Economische Zaken en Financiën 2016-
- Ilaria Borletti Buitoni (*1955) - staatssecretaris van Toerisme 2013-2014
- Antimo Cesaro (*1968) - staatssecretaris van Toerisme 2014-2016
- Van alle bovengenoemde bewindslieden is tegenwoordig (september 2016) zijn alleen Zanetti en Cesare nog lid van Scelta Civica.